# Öckerö (ilha)
Öckerö ( pronúncia) é uma ilha do arquipélago do norte de Gotemburgo (Göteborgs norra skärgård), na Costa Oeste da Suécia.
É conhecida pela sua natureza e pelas suas aldeias piscatórias. 
Está situada no estreito de Categate, a uns 3 km de Lilla Varholmen, na terra firme. Pertence à comuna de Öckerö, na província da Bohuslän. Tem uma área de quatro quilômetros quadrados e tem 3 602 habitantes (2018).

## Comunicações
- Acesso por barco – pelo cais dos navios de pesca[11]
- Acesso por carro – pela balsa que liga Lilla Varholmen à ilha vizinha de Hönö, onde há uma ponte para Öckerö.[12]